# 後藤昌文
後藤 昌文（ごとう しょうぶん、1826年 - 1895年6月27日）は、日本の漢方医。『難病自療』を著しハンセン病は治癒可能であることを啓蒙した。後藤昌直（二代目後藤昌文）の父。

## 来歴
1826年（文政9年）、漢方医後藤宗謙（宗健）の子として美濃国（岐阜県）北方にて出生。後藤宗謙は大垣藩医の杉田玄白系蘭医学塾、江馬塾門人帳に名を連ねていた。北方市漢方医里村家に養子に入り、漢方を学ぶ。
1870年（明治3年）5月 上京。大学大病院救育所でハンセン病の診療を行ったが、1871年（明治4年）救育所の閉鎖に伴い退職。同年11月に東京市第八大区三小区柏木成木町に癩病室を設立。1874年（明治7年）4月、病室が満室となったため、東京市第六大区八小区（本所）中之郷本町に癩病室を増設。1875年（明治8年）4月、上記2癩病室を合併し、東京市第四大区二小区神田猿楽町2丁目19番地にハンセン病専門の「起廃病院」を開院し、ハンセン病患者の治療と共に門人教育を行った。同年、浜松にも分院を開設した。この時、静岡県令の大迫貞清は大いに喜び、静岡県下に広告文を出した記録が残っている。後藤は当時の癩治療の権威となった。その治療法は大風子油の丸薬の服用、大風子実の絞り糟などの薬湯、栃の実の使用、温浴療法であった。
1876年（明治9年）『癩病考』を著し、1877年（明治10年）に『起廃病院医事雑誌』を発刊する。この頃、仮名垣魯文との交流がはじまり、魯文は様々な形で後藤の事業に協力した。1880年（明治13年）の講演では、「ハンセン病は天刑ではなく単なる病気である。病気であるからには予の治法で必ず癒る」と力説したという。
1881年（明治14年）、ハワイ王カラカウアが起廃病院を訪問。ハワイでは1840年頃から癩が広まり1866年からモロカイ島で隔離収容していた。
1882年（明治15年）、息子の後藤昌直とともに『難病自療』を著す。これは後藤式療法でハンセン病が治りえることを口語でわかりやすく患者向けに説いた書物である。ハンセン病の感染の可能性に言及し、発病には遺伝・自発・感染の三つの場合があり、潜伏期間が長いため感染であったとしても、それを特定することはできないと述べた。当時隔離政策が主であったハンセン病を、外来・通院治療で治癒に導いていたことは日本のハンセン病歴史上特記すべき事項である。後藤式療法は、大風子油の丸薬の服用、大風子実の絞り糟などの薬湯、栃の実の使用、温浴療法である。完治した患者もおり、ハンセン病は当時不治の病であったことから、高名を博した。
1883年（明治16年）起廃病院は芝新堀町に移転。製薬も行い、ハワイにも輸出した。
1895年（明治28年）6月27日、東京にて没。享年70。東京都品川区南品川の海晏寺に墓石がある。